# Петров, Антон Васильевич
Анто́н Васи́льевич Петро́в (20 августа 1909, Барнаул — 13 августа 1988, Харьков) — командир гаубичной батареи 24-го гвардейского артиллерийского полка, 5-й гвардейской стрелковой дивизии 8-го гвардейского стрелкового корпуса, 11-й гвардейской армии, 3-го Белорусского фронта, гвардии капитан, Герой Советского Союза.

## Биография
Родился 20 августа 1909 года в семье служащего. Русский. Окончил Красноярский техникум физкультуры, после чего работал спортинструктором на Барнаульском вагоноремонтном заводе. В 1934 году ушел в армию, а вернувшись в 1937 году, возглавил краевой совет спортивного общества «Спартак».
На фронтах Великой Отечественной войны с 1941 года. С первых дней войны Петров в рядах 107-й стрелковой дивизии, сформированной на Алтае (впоследствии переименована в 5-ю гвардейскую Городокскую ордена Ленина Краснознаменную ордена Суворова 2-й степени). Боевое крещение принял под Ельней, участвовал в освобождении Белоруссии, Прибалтики.
26 апреля 1945 года командир гаубичной батареи гвардии капитан Петров, преодолев с передовым отрядом пролив у города Пиллау (ныне Балтийск Калининградской области), огнём батареи обеспечил высадку десанта на косу Фриш-Нерунг (Балтийская). Затем поднял бойцов в рукопашную схватку и удержал рубеж.
За этот подвиг 29 июня 1945 года А. В. Петрову присвоено звание Героя Советского Союза.
Уволился в запас в звании капитана в 1946 году. После войны окончил Всесоюзный заочный институт советской торговли. Работал инструктором Червонозаводского райкома ДОСААФ в Харькове.

## Память
- Именем героя названа улица в Барнауле.
- Мемориальная доска в честь Героя Советского Союза А. В. Петрова установлена в Харькове по адресу: проспект Гагарина, 39.